# 伊豆 (小惑星)
伊豆（いず、4157 Izu）は、小惑星帯にある小惑星である。
1988年12月、大島良明が静岡県函南町の月光天文台において発見した。

## 名称
静岡県南東部の伊豆地方にちなむ。月光天文台のある函南町は、伊豆半島の付け根に位置している。命名は1990年3月になされた。